# Starwave Corporation
Starwave était un éditeur de logiciel basé à Seattle fondé en 1992 par Paul Allen, cofondateur de Microsoft. La société a produit de nombreux titres de CD-rom originaux comme pour Clint Eastwood, Sting ou Peter Gabriel. Cet éditeur fut le développeur d'origine de Castle Infinity, un jeu multijoueur sorti en 1996 qui conserve encore une communauté active.
Mais le principal domaine d'activité de Starwave était les sites web. La société développa les sites ESPN.com, ABCNEWS.com, Outside Online et Mr. Showbiz.com parmi d'autres sites et définit la plupart des standards pour les sites commerciaux de l'eplosion d'internet à la fin des années 1990.
La société fut vendue en 1998 à la Walt Disney Company à la suite d'une complexe transaction avec Infoseek. Starwave continue d'exister comme une filiale à part entière de Disney sous la bannière du Walt Disney Internet Group.
Depuis 2004 la société édite sous le nom Starwave Mobile des jeux pour la téléphonie mobile pour des produits autres que Disney. Elle reste associée à Disney Mobile et aux Disney Mobile Studios.

## Historique
En 1992 Paul Allen lance Starwave à Seattle mais la société ne sera enregistrée qu'en 1993.
Le 1er avril 1995 le site ESPN.com de la société ESPN ouvre. Il a été réalisé par Starwave.
Le 3 avril 1997 la Walt Disney Company entre au capital de Starwave à hauteur de 57 % en achetant les parts de Paul Allen.
Le 1er mai 1998, Disney annonce son intention d'exercer son option pour acheter le reste de Starwave à la suite de sa participation initiale d'avril 1997 et d'intégrer la société au Buena Vista Internet Group.
Eté 1998, Disney annonce vouloir acheter les 43 % des actions restantes d'Infoseek et entame une transaction. La transaction débute en novembre 1998 et devait se terminer courant 1999. Comme prévu dans la transaction, Infoseek doit se réorganiser pour être déclarée comme Disney dans l'État du Delaware et non plus en Californie. Infoseek doit acheter Starwave Corporation à Disney. Les franchises des sites internet ESPN.com et ABCNews.com sont alors intégrées à Infoseek.
Le 3 juillet 1999, Disney annonce la fin de la transaction et qu'Infossek a dû débourser 345 millions de dollars durant la transaction pour acheter Starwave.
Le 17 octobre 1999, ESPN lance ESPN Insider, un service payant de contenu supplémentaire à 4,95 $ par an comme des informations de « l'intérieur » ou des statiques approfondies grâce au support des anciens de Starwave.
À l'automne 2004, Disney a lancé la marque Starwave Mobile pour gérer les licences et publie des contenus à destination des supports mobiles pour des sociétés tierces (en dehors de la Walt Disney Company). Elle édite par exemple le jeu Trivial Pursuit (en anglais).